# Hethemia
Hethemia là một chi bướm đêm thuộc họ Geometridae.